# 次文化
次文化（英語：Subculture），又稱次文化或非主流文化，是指相對於某個主流文化的小眾文化。次文化以青少年和年輕人為主。
任何群体，凡在某些方面与社会主导性文化的价值体系不同者，都被称为次文化。次文化产生的原因很多。从事不同职业的人形成不同的职业亚群体，各社会阶级常形成各自的亚世界，宗教群体有时拥有与主导性文化不同的价值体系。从某种意义上讲，这些群体各具有自己的价值观，而这些价值观则散布在种种主导性文化信仰之间。它们并不否定主导性文化，仅仅是忽视其某些方面，并以自己的特有形态补充主导性文化。因此，次文化是主导性文化的替代性文化。
次文化的展現可能顯現在於面對事物的思想、態度、習慣、信仰和生活方式，可以說是一種相對於主流文化的價值、信念，它也是伴隨著主流文化而產生的另一種特殊的價值觀念和行為，像是在國家、地区、膚色、种族、宗教、性別、性向、階級、贫富、教育、職業和年齡等不同性質的層面當中都會產生不同的次文化。每個社會都會有主流文化在面對次文化時所產生的衝擊和變化，這些次文化可能是對於主流文化積極的改進，或是作為對於主流文化消極的反抗。
次文化多半是由團體流傳出來的，藉由團體的認同和共享，使得這些次文化也像共同的主流文化一樣被流傳出來，生活在社會當中的人們不單單只受到主流文化的價值和規範，也從人們所生活的團體裡，受到許多次文化的影響。
次文化也可與流行文化相對，指少數人熱衷的新娛樂，例如：爵士樂、搖滾樂與嘻哈、街舞、極限運動、御宅族或ACG都曾經是小眾文化，但經過推廣下逐漸流行，成為「流行文化」。
一項新興文化是否屬於流行文化往往是通过媒體曝光率來決定。在電視普及後，一些次文化就被傳媒大肆宣傳，例如1960年代香港的樂隊僅能於少數地方演出，到1970年代開始進入大眾視野，而今成為流行文化。1990年代興起的無厘頭文化，2000年代下降而未能成為主流文化。但並非所有的新奇文化都得到傳媒的宣傳，例如1970年代興起的電視動畫，被視為小孩子的娛樂，此觀念深入人心，使動畫受到不同程度的輕視。例如香港曾將動畫主題曲視為兒歌（儘管許多作品都沒有兒歌應有的風格），从而出现《儿歌金曲颁奖典礼》（2009年改为《动画金曲音乐会》）。但在1970年代中后期，这项定见开始逐渐被《宇宙战舰大和号》、《鲁邦三世》及《机动战士高达》等高龄层向的作品慢慢扭转。

## 形成与历史演进

### 芝加哥学派与“亚文化”概念的出现
尽管“亚文化”（subculture）这一概念最先是由美国社会学家在20世纪40年代中期创用的，但实际上在此之前，芝加哥大学社会学系已经开展了相关的研究工作，只是未用这一概念来命名而已。作为最早对亚文化群体进行系统研究的机构，芝加哥大学社会学系自20世纪20年代起，就开始对移民、犯罪青少年等亚文化群体展开系统研究，到20世纪60年代，最终形成了著名的芝加哥“越轨亚文化”研究。 
就目前掌握的文献来看，戈登（Milton M. Gordon）大概是第一位自觉考察sub-culture一词的构成及其意义变化的社会学家。他在1947年发表的《亚文化概念及其应用》一文中，将“亚文化”概念的出现追溯到1944年在纽约出版的《社会学词典》（Dictionary of Sociology）所收录的culture-sub-area一词。他发现该词与“亚文化”非常相近，指在一个更大的文化区域当中那些有独特而完整的文化特征的亚区域（sub-division），而且比较强调这些特征在地域和物理方面的接近性。
戈登还发现，另一位学者格林（Arnold W. Green）在1946年也使用过highly organized subcultures这一表述，字面意思是“高度组织化的各类亚文化群体”，用以讨论个体在现代社会所承受的种种人群区隔（population segment，如性别、年龄、阶级、职业、宗教和种族团体）以及这种区隔所导致的精神困惑问题。
到了1955年，美国社会学家科恩（Albert K. Cohen）在其著名的《越轨男孩：帮伙文化》（Delinquency Boys：the Culture of Gang）一书中，结合芝加哥学派的已有成果，专辟“亚文化概论”一章阐述他的亚文化理论，从理论层面较为全面地探讨亚文化现象。
贝克尔（Howard Becker）继承芝加哥学派关注“越轨人群”的传统，进一步发展了社会文化符号互动理论。他对功能主义越轨行为理论（即认为越轨行为是由社会系统中的结构性压力造成的）提出了质疑，并在《局外人》（Outsiders：Studies in the Sociology of Deviance，1963）一书中提出了“标签理论”（labeling theory）。贝克尔在一定程度上揭示了亚文化偏差行为的社会成因，尤其强调了“越轨亚文化”被命名、被标签化、被刻板化定型的社会阶层根源。
1970年，欧文（John Irwin）结合多元主义和相对主义的美国文化语境，再次对“亚文化”概念进行扩充和修正。他指出，这一概念已经不再仅仅指某个具体的社会团体，还可以指某种显在的生活方式、行为体系、社交空间和共享的观点。
从戈登、科恩、贝克尔到欧文，有关“亚文化”概念的探讨日益普遍和丰富，“亚文化”最终作为一个基本概念被逐渐广泛应用于社会学研究领域。

### 伯明翰学派及其后的“亚文化”概念
20世纪70年代至80年代早期，亚文化研究的重心转移到英国伯明翰大学。该校1964年成立的“当代文化研究中心”（CCCS）开创了具有政治实践旨向的文化研究（CulturalStudies）事业，形成了颇具影响力的伯明翰学派。
到1970年代中期，伯明翰学派的一些学者综合运用葛兰西的文化霸权理论、列维-斯特劳斯的“修补”（bricolage）理论、阿尔都塞的意识形态主体建构理论以及巴特的神话符号分析方法，将“亚文化”看作某个小众群体展现（represent）日常生活的“有意味的形式”，看作构成小众群体特定生活方式的符号系统———“风格”（style）。
自20世纪80年代以来，随着新自由主义在英美的盛行，阶级政治和阶级意识的衰微，全球性消费模式的同质化，符号消费和全球互联网文化的勃兴，出现了日益多样化的新的亚文化群体和亚文化“风格”。这些新的亚文化群体及其认同行为在当今（后现代）社会呈现出多重混杂的状态，使伯明翰学派所坚持的阶级亚文化立场和阐释面临诸多新挑战。

### 后亚文化
到了20世纪末和本世纪初，西方学术界出现了“后亚文化研究”（post-subcultures studies）或“后亚文化理论”（post-subcultural theory）之类的提法；“后亚文化”概念的提出，旨在阐释亚文化人群在多变繁复的新传媒时代和日益普泛的文化符号消费时代所产生的诸多身份困惑，比如全球化网络时代的虚拟社群身份、消费主义弥漫下抵抗意识的消解等等。这些学者受后现代主义思想的影响，得出了这样的基本判断：芝加哥学派和伯明翰学派时期有比较明确区分的全球／本地、虚拟／真实、商业／独立、日常／边缘等二元层面，在当下的符号消费时代已经变得更加交错混杂，呈现出愈加高度变异的文化面貌。
亚文化概念的内涵由强调与社会主体文化的“差异性”到伯明翰文化研究中心加以突出的“抵抗性”以及此后的“关系性”，直到后亚文化理论中的“创造性”，较为清楚地表明了亚文化内涵的流动性。
事实上，亚文化概念已经被广泛地使用在不同的社会学和文化学研究范式中，这从另一个侧面反映了亚文化在当今社会和文化中的特殊价值和意义。这个词语是理解亚文化的关键所在，因为它暗示了不同于大众并且与大众相隔离的一些东西。换言之,亚文化只有在与主流文化、大众文化乃至社会总体文化的关系中才能确定恰当的定义。

## 各地次文化
- 香港次文化
- 台湾亚文化

### 台湾青年亚文化
青年亚文化(youth subculture)是亚文化的一种形式。相较于居社会主流的成人文化， 青年一代的文化具有青春性、多变性和挑战性的特性，且有别于基本认同主流价值的青年文化。作为一种世界性的青春文化现象，台湾的青年亚文化同样反映着成人世界与青春世界之间的矛盾与张力，代际之间的冲突，青春期的迷惘、矛盾、寻觅、冲动以及身份认同的困扰。台湾的青年亚文化有众多类型，在其独特的文化环境中，以多样的形式进行展现，在电影方面表现尤其出众。

#### 小清新文化
台湾“小清新”的出现与2000年前后台湾经济陷入“瓶颈”有关。民众在冷静思考“为赚钱失去了什么”时，年轻人则转而追求身边的小情调，关注自己的生活状态和生存意义，憧憬过安稳日子的意境，寻找自然、朴实、清新的小资情调，更愿意相信“幸福”不是来自金钱积累，而是一种对自我价值和生活的经营。
尤其是在上世纪八九十年代本土化和民主化的大革命之后，随着经济越来越成熟，个体价值在年轻人心中的分量，正在渐渐超越社会价值。
南开大学教授、文化研究学者周志强认为小清新是世纪消费主义文化泛滥后，想象性地抵抗消费主义文化的一个族群。小清新没有复杂的哲学理念。对他们而言，清新、优雅、伤感、美学色彩较重的情境体验更加重要。小清新创造的是清新的、抵抗消费主义的幻觉文化。

#### 女性亚文化
从女性主义视角而言，女性亚文化群体(female subculture)可被理解为：一种为了使女性处于从属地位，并设法将其永远置于此从属定位的一系列观念、偏见、趣味和价值系统，使得女性被编码在亚范畴地位上。
女性亚文化在台湾大致表现为成长主题的创作以及女性对性向认知的困惑和同性情谊的展现，通过女性的成长故事来展现女性的性意识觉醒、情感成熟和复杂微妙的心理变化。在展现女性成长过程中生理和心理上的转变外，同时展示女性要追寻精神的独立和人格的完善，在不断认识自我的过程中思考女性的社会现实处境。尤其是新生代女性导演创作的电影文本，明显反映了这种女性亚文化的风格特质。

#### 同性亚文化
同性恋作为一种亚文化，有其独特的游离于主流文化的特征；同性恋者作为一个亚文化群体，具有独特的行为规范和方式。
台湾文化学者赵彦宁说：“同志文化极可能为台湾最具全球化，与跨地域特性的文化领域之一，而同志研究的批判与理论运用在台湾的发展，在某种特殊的程度上，也呼应了这个特殊的全球化性质”。
同性恋亚文化并未形成颠覆的力量来挑战、颠覆社会主流价值以及社会权威，也未能强烈地反抗异性恋霸权，而大多从成长的角度切入，用唯美主义的影像方式来传达悲情的色彩，呼吁同性取向的差异性存在，以温和的方式协调边缘群体与主流社会的关系，从而争取获得社会的尊重和理解。随着整个社会多元化的发展趋势，越来越多同性现象融入大众文化产品中，侧面推动了大众对同性恋群体的理解和接纳。

#### ACG亚文化
ACG（Anime、Comic、Game）一词为台湾创造，流行于华语文化圈。ACG文化发源于日本，与二次元文化含义类似。中国二次元审美以日本ACG领域为中心，与日本亚文化以ACG作品为重要形式进入中国大众视野有关。同时，中国动漫受众群体与日本御宅族的共性也与日本ACG作品在中国传播的过程有关。除了中国电视媒体在1979年就开始引进日本动画瑏瑤之外，中国从1990年代前后开始出现的《北京卡通》(1995年创刊)、《动漫时代》(1998年创刊)、《漫友》(1997年创刊)等一系列动漫类大众杂志是当时日本动漫领域消息的重要传播途径瑏瑥;《梦幻总动员》(2001年创刊)、《动感新势力》(2003年创刊;2010年更名《动感新时代》)、《二次元狂热》(2008年创刊)等更晚近的杂志也致力于这一领域。这些杂志的编辑团队普遍爱好日本动画、漫画，并善于搜集、整理相关资讯，堪称中国的“准动漫御宅族”。借由他们的工作，大量中国的青少年群体接触到更多的日本动漫作品。也即是说，中国的二次元文化正是因为由带有一定“日本动漫御宅”属性的本土群体参与初步构建的，因此在审美上以日本ACG为中心，且与日本御宅族有着一定相似之处。